# Hermann Alber
Hermann Karl Alber (Neckargerach, 12 de novembro de 1925 — Montchauvet, 2 de agosto de 1944) foi um oficial alemão que serviu na Waffen-SS durante a Segunda Guerra Mundial. Foi condecorado com a Cruz de Cavaleiro da Cruz de Ferro.

## Condecorações
- Cruz de Ferro (1939)
  - 2ª classe (6 de agosto de 1944)[2]
  - 1ª classe (7 de agosto de 1944)[2]
- Cruz de Cavaleiro da Cruz de Ferro (26 de dezembro de 1944, postumamente) como SS-Sturmmann e mensageiro da companhia no 9./SS-Panzergrenadier-Regiment 20[3]